# パンチライン (アニメ)
『パンチライン』（PUNCH LINE）は、日本のテレビアニメ作品、およびゲーム作品。テレビアニメが2015年4月から6月までフジテレビ「ノイタミナ」枠にて放送され、ゲームソフトが2016年4月28日に発売された。

## 概要
これまで『残響のテロル』や『神撃のバハムート GENESIS』を制作してきたMAPPA制作による、オリジナルテレビアニメ作品である。監督は『ダンタリアンの書架』の上村泰、脚本は『Ever17 -the out of infinity-』の打越鋼太郎、キャラクターデザインは岩崎将大、音楽は小室哲哉が担当する。キャッチコピーは「パンツを見たら人類滅亡!?」。
元々は打越がゲーム作品として企画していたが、本作品のプロデューサーであるMAGES.の市川和弘に見せたところ「これは絶対にアニメ化したほうがいい」と推され、市川が自身とつながりを持っているフジテレビのプロデューサーに売り込んだ結果、テレビアニメとしても展開することになり、ゲーム作品とテレビアニメ作品の制作が同時進行することとなった。企画に際し、打越は企画を立てた当初からアニメ化などのメディアミックス化も希望していたが、「ゲームと同時にアニメ化が動くとは思っていなかった」という。また、ゲーム版ディレクターであり、過去には打越や市川と共に『Ever17』などを手掛けていた中澤工も企画初期段階から関わっており、内容には中澤のアイデアも詰め込まれている。
主人公の伊里達遊太とアパートに住む住人たちの暮らしぶりやアパート内での出来事を中心に展開していくシチュエーション・コメディ作品となっており、物語は基本的に古来館内で進行していく。また、前述のキャッチコピーにもなっている「人類滅亡」の回避方法を主人公が見つけ出していくという内容にもなっている。
原案はゲーム版のシナリオで、そこから重要なエピソードをピックアップし、12話という尺に収める形でアニメ版の脚本が製作された。一方、その過程で生じた矛盾などと辻褄を合わせる為に、ゲーム版のシナリオもアニメ版からフィードバック・修正されている。アニメ版監督の上村の意向により、物語の結末はアニメ版とゲーム版とで全く違ったものになっている。ゲーム版の方がより“ハッピーでピースフルな”エンディングとされるが、どちらも一つの結末であり、一方がトゥルーエンドという訳ではない。
タイトルの『パンチライン』 (Punch Line) とは、英語でコメディなどの「落ち」を意味する単語である。初期案は「パンチライン ディスカネーション」であり、「幽体離脱」の意味を持つ「ディスカネーション」と、「パンチラで、いいんですかねー？」を捩ったダブルミーニングを狙ったが、長過ぎる事と、「ディスカネーション」が一般的な言葉ではなかった為、現在のタイトルとなった。

## ストーリー
アパート・古来館に住む少年・伊里達遊太は、同じく古来館に住む秩父ラブラと共にバスジャックに巻き込まれる。そこに正義の味方・ストレンジジュース / 成木野みかたんが駆け付け、台初明香の協力もあって犯人グループを撃退するが、そこへ犯人グループのリーダー・寺岡龍都が現れ、ストレンジジュースに拳銃を突き付ける。だが、ラブラの下着を目撃したことで覚醒した遊太は寺岡に飛びかかり、共にそのまま川に落ちる。その後、ストレンジジュースに救出されるも彼女の下着を目撃したことにより再び興奮し、意識を失うと共に何者かに肉体を奪われ、幽体離脱してしまう。霊体として目覚めた遊太のもとにチラ之助と名乗るネコが現れ、元の体を取り戻すには「ナンダーラガンダーラ」という書物を見つけ出す必要があること、今の自分が二度続けて興奮すると人類が滅亡することを告げられ、興奮を避けつつナンダーラガンダーラを探す羽目になる。
しかしナンダーラガンダーラは一向に見つからず、亀男による襲撃や、謎のヒーロー・宮沢賢治の登場、NSAに所属するグリーゼの接近など、様々な出来事が古来館で起こっていく。その中で遊太はみかたんの正体が、自分がパインという名前だった頃の幼馴染・ちよ子である事を知る。一方、インターネット上にアップロードされた「今年の犠牲者一覧」という動画に記載された名前の人物が、次々と殺されていくという事件が発生する。しかも、その動画には住人の曳尾谷愛の名前まで載っており、彼女も殺害される。それを目撃した遊太は過去に飛び、愛が殺害されるのを回避すべく行動に出る。その甲斐あって愛の死亡は回避されるも、今度は人類滅亡の元凶・小惑星VR1が地球に接近する。
人類保存計画に失敗した宮沢賢治＝肉体を乗っ取った犯人である未来の遊太は、現在の遊太に未来を託す。そして、バスジャック事件の日まで遡った遊太は肉体を取り戻し、人類滅亡を回避するべく計画を進めていくが、「許可しない限り歴史を変えてはならない」というチラ之助の掟に突き当たり、歯痒さと焦りに苛まれながら時が過ぎていく。それでも調査を重ねて徐々に核心に迫っていくが、解決を焦るあまり遊太はチラ之助の指示に背き、見逃すべきグリーゼを深追いしてしまう。そこでグリーゼが寺岡の変装であったこと、その寺岡の正体がもう一人の幼馴染・ぐり子であること、そして彼女こそが小惑星落下による人類滅亡を目論む張本人であることを明かされ、遊太は麻酔を打たれる。これにより人類滅亡回避の機を逃した遊太は計画を失敗寸前にまで追い込まれるが、みかたんの言葉で再起し、古来館の住人と協力して応戦。死闘の末、遊太は寺岡と決着をつけ、ピースメイカー作戦によってVR1も破壊された。しかし、2人を止めようとしたみかたんは残りの命を使い果たし、死に瀕する。それを目の当たりにした寺岡は3人で元の身体に戻る事を提案する。過去の出来事により、3人は身体と魂が入れ替わっていたのだ。
（アニメ版）しかし遊太はそれを拒否し、寺岡に「生きて償うべき」と告げ、みかたんに身体を返す。遊太の命と引き換えに人類滅亡とみかたんの死は回避される。
（ゲーム版）3人は身体と魂が元の状態に戻り、寺岡はみかたんの代わりに息を引き取る。人類滅亡は回避され、遊太とみかたんは本来の自分として生きていくのだった。

## 登場人物

### 古来館
伊里達 遊太（いりだつ ゆうた）
声 - 井上麻里奈
本作の主人公。103号室に住む17歳の男子高校生。正義感が強く情に厚いが、純情素朴故に女性の下着を見るだけで鼻血を吹き出してしまう。同時に、興奮することによって超人的な力が覚醒し、髪と瞳の色が変わる。バスジャック事件の際に肉体を乗っ取られたことにより幽体離脱する。
幽体で興奮状態から更に興奮すると限界に達し、鼻血を噴き出して意識を失い、小惑星が降り人類が滅亡する。しかし霊体の状態では時間の物理法則が適用されないため何度でも時間を巻き戻してやり直すことができる。また、シナモンが充満している空間では自身の霊力を高めることが出来る。霊力を行使するにつれて霊力レベルが上昇し、徐々に物理的な干渉や自発的な時間転移なども可能になっていく（ゲーム版では人間を驚いた時に出る魂の欠片「ぶっ魂」を集めることで霊力レベルが上がる設定になっている）。
生物学上の性別は女性であり、戸籍上の本名は伊里達遊（いりだつ ゆう）である。精神は男性であるため、男装して自分で勝手に「遊太」と名乗っている。ゲーム版ではチラ之助との会話にて、女性の体故に苦労を重ねてきたことが示唆されている。
元はパイン（声 - 庄子裕衣）という名前の少年であり、ちよ子（みかたん）、ぐり子（寺岡）と共にQ-may会の実験施設「ユーバラボ」で被験体として暮らしていた。9年前に施設関係者で唯一の理解者だった石形学（いしがた まなぶ / 声 - 上田燿司）に連れられ、ぐり子、ちよ子と共に脱走するが、その際に乗っていた車が崖から横転し、更に3人がユーバ化している最中に落雷したことにより肉体と魂が入れ替わってしまう。現在の身体はみかたんの本来の身体だが人格が男性である事は変わらない為、女性の身体を持ちながら女物の下着に興奮してしまう。その後、伊里達家に拾われてそのまま養子となり、信州の山奥で義理の祖父（現在は故人）に育てられた。首にはCの文字が刻まれている。
小惑星落下の歴史の回避を目的とする「人類保存計画」の実行者の役割を与えられており、時間遡行で肉体を取り戻した（過去の自分の肉体を乗っ取った）後は計画の遂行の為に行動する事になる。一度は計画失敗の寸前まで追い込まれるも、みかたんの言葉を受けて改めて人類の全てを守る事を決意し、ピースメイカー作戦に乗り出す。大晦日の決戦では襲い来るQ-may会の刺客にユーバ化能力を全開にして立ち向かい、最後は日本刀を手に寺岡との死闘を繰り広げた。
古来館の住人達の協力によって人類保存計画を成功に導いたものの、アニメ版最終回ではちよ子とぐり子の両方を救う為、死に瀕したみかたんの肉体に移り、自ら犠牲となって死亡。ゲーム版エンディングでは寺岡によって本来のパインの身体を返されて生き延び、以降は明香のサポートを受けて古来館で暮らしつつ、Wの身体とユーバ化能力を活かしてヒーロー活動に勤しんでいる。また、アニメ版の結末後でも、その後日談を描く漫画版で復活している。
姓名を逆に読むと“幽体離脱”となる。
宮沢 賢治（みやざわ けんじ）
「正義のスーパーお助けマン」を自称する謎のヒーロー。通称・ミヤケン。「雨ニモマケズ」と書かれたスーツを着ており、登場時は『雨ニモマケズ』の一節を前口上として語る。普段の戦闘力は低いが、古来館で謎の光に包まれると超人的な強さを得る。「カムパネルラキック」「クラムボンバー」など、宮沢賢治の著作物に由来した技名を叫ぶ。
正体は人類保存計画遂行の為に過去の世界に来た未来の遊太であり、正体を悟られないように変装していた。しかし彼は計画に失敗した為、現在の遊太に人類の未来を託して過去に跳ぶように訴える。過去に戻った遊太は今度は自ら宮沢賢治として行動することになる。スーツは秋奈が興味本位で購入したものであり、遊太が過去に戻った翌々日に丁度送られてきた。当初は遊太はスーツを着る事を拒否していたのが、アニメ版ではいつの間にか着るようになっていたが、ゲーム版では改めて読んだ『雨ニモマケズ』に共感した事で自発的にスーツを纏う経緯が描かれている。
ゲーム版のエンディングでは、遊太がW化している本来の肉体を取り戻した事で、事件後はストレンジジュースに代わるヒーローとして悪と戦っている事が語られた。
過去の遊太
遊太が大晦日から12月21日に跳んだ際に過去の肉体から追い出した幽体で、次の歴史における遊太。今回の遊太が失敗した場合は彼が計画を引き継ぐ予定だった（ゲーム版で選択を間違えると、実際に彼に希望を託すバッドエンドとなる）。後にピースメイカー作戦を知り、ラブラに憑依してWの集団を蹴散らした。事件後は幼少期のラブラを通じて天華博士に指令を送る為に25年前に跳び、その後は自身の「最高にハッピーでピースフルな未来」を目指して今までの遊太と同様に12月21日に跳んだ。
真遊太
声 - 赤羽根健治
ゲーム版最終話にて、本来のパインの身体に戻った遊太。肉体がW化している為、驚異的な再生能力を持ち、ユーバ化も際限なく行える。しかし寺岡龍都としては指名手配されており、Q-may会残党にも英雄視されている為、外出時は変装が欠かせないと言う。興奮しやすく、すぐに鼻血を吹き出す性質は変わっていない。アニメ版では遊太は元の身体に戻らなかった為、登場しない。

成木野 みかたん（なるぎの みかたん）
声 - 雨宮天
本作のヒロイン。101号室に住むアイドルグループ「シーズメイ」のメンバーのふんわり系アイドル。ストレンジジュースという正義のヒーローとしても活動している。力を発動すると目と髪の色が変わり、語気も強くなる。「みかたん」の「たん」は接尾語ではなく、「たん」まで含めて彼女の名前であるが、遊太には「みかたん」と呼ぶ事に抵抗があるという事で「成木野」と苗字で呼ばれている。また、明香にも苗字で呼ばれている。亀が苦手。シーズメイ内の人気は8人中5位。
遊太同様にユーバラボ出身であり、本名はちよ子。石形に連れられてパイン（遊太）とぐり子（寺岡）と共に施設を抜け出すが、その際に3人を乗せた車が崖から横転、更にユーバ化中の3人のもとへ落雷したことにより肉体と魂が入れ替わりが起きてしまう。現在の肉体は寺岡の本来の肉体であり、遊太の現在の肉体こそが彼女の本来の肉体である。当初は遊太のことは「遊太君」と呼んでいたが、事実が判明してからは互いに本名で呼び合っている。
パイン、ぐり子と離れ離れになりつつも石形に助けられ、その後は彼と共に東京のアパートに隠れ住んでいたが、1年後に施設関係者に突き止められ、石形と再会の約束を交わしてアパートから一人脱出する。しかし、病魔に侵されていた石形はちよ子を逃がす為に追手諸共自爆したため、この約束は果たされることはなかった。アパートの前で泣いているところを明香に発見され、「成木野みかたん」の名前を得て共に青森県の山奥に移り住み、能力を引き出すための鍛練を重ねた結果、13歳で能力が発現する。プロフィール上は東京出身としているが、独り言や動揺した際には津軽弁が出てしまうことがある。肩にGというアルファベットが刻まれている。
戸籍登録の際に明香は「みか」と登録しようとしたが、本人の強い要望で「たん」を付けたことで現在の名前となった（当時からアイドルを夢見ており、その方がオーディションに受かりそうだと考えた為）。
明香の訓練を8年間受け続けたため、平時の身体能力も優れている。しかしストレンジジュースとして活動する度にユーバ化を繰り返した結果、肉体は既に限界が近く、度々発作に見舞われており、常備している薬で辛うじて命を繋ぎ止めている状態である。
最終決戦の時点で既に一度でもユーバ化すれば死亡する状態だったが、当人の意志を汲んだ明香に「もしもユーバ化したら即刻作戦を中止する」という条件を出されて参加。明香の作った「足止メイカー」と体術でなんとか渡り合っていたが、最後は遊太と寺岡の戦いを止める為にユーバ化してしまい、遂に肉体が限界を迎える。しかしアニメ版では遊太が、ゲーム版では寺岡が身代わりになった事で、本来のちよ子の身体に戻って生き延びる。世間的に成木野みかたんとしては死亡したことになっており、葬儀が行われている様子がゲーム版のエンディングで語られる。
名前の読み方を少し変えると“正義の味方”となる。
ストレンジジュース
みかたんのヒーローとしての姿。明香の作った装備と、鍛錬で培った身体能力、そしてユーバ化による超人化で犯罪者達と日夜戦っている。その正体は明香以外には知られていないが、幽体化した遊太には気付かれ、亀男襲撃の際に愛とラブラにも知られてしまう。徒手空拳の他、ストロー型の棒を武器に戦う。
青森にいた頃は正体がばれないようにパンストを被っていた為に「パンスト少女」と呼ばれていたが、東京への引っ越しを境に明香によってコスチュームが作られ、現在のストレンジジュースとなった。みかたん自身はストレンジジュースではなく「プリティキューティームーン」と名乗りたがったが、明香に「長いし色々混ざってる」と却下された。
アニメ版最終回のエンドロールでは本来の身体に戻ったみかたんが変わらずストレンジジュースとして活動しているカットが映る。ゲーム版のエンディングでは遊太がミヤケンとして代わりにヒーロー活動をしているが、みかたんもユーバ化しない事を条件にストレンジジュースの恰好で無理矢理同行している様子が描かれている。
名前の由来は「正義」の意味のjusticeを並べ替えたst.juice（セイントジュース）に更にみかたんの名前から「た」を抜いたみかん＝orangeを間に挟めたもの（st orange juice）。
真みかたん
声 - 井上麻里奈
アニメ版、ゲーム版双方の最終話にて、本来のちよ子の身体に戻ったみかたん。遊太として行動してきた肉体だが男装はやめており、髪を結んで女の子の格好をしている。古来館の外では戸籍通りの伊里達遊を名乗っており、遊太が通っていた高校に女子生徒として通っている事がゲーム版のエンディングで語られた。

曳尾谷 愛（ひきおたに いと）
声 - 寿美菜子
102号室に住む少女。自宅に引きこもってネットゲーム（ロボット系のアクションシューティング）に興じており、虎八郎（とらはちろう）という名の凄腕のゲーマーとしてその筋で知られる。遊太とはゲーム仲間。ゲームプレイ中は気性が荒くなる。
元々は有名私立女子高に通っていたが、担任教師の友田に送迎してもらったところを彼に好意を抱いている同級生に目撃されたため、その翌日からいじめのターゲットにされ、断髪されたことで不登校になり、都議会の文教委員の理事をしている父親に勘当される。その後、従姉妹のラブラを通じて古来館に住むようになる。
蘭堂から預かった小熊を曳尾谷ムヒ（ひきおたに ムヒ / 声 - 山田茉莉）と名付け内緒で飼育しており、後に皆にバレてしまうが、明香からは「年が明けるまで何も分からなかったら保健所に通報する」ことを条件に飼育が認められた。後に真相が判明した後はそのまま古来館で飼育されている。
怖がらせる目的で自分をいじめていた生徒の名前の一覧を載せて「今年の犠牲者一覧」という動画をアップロードするが、知らぬ間にその中に自分の名前もリストアップした動画に改竄されてしまい、亀男によって一度は殺されてしまう。しかし遊太が過去を改変した事でそれは回避され、以降は古来館の面々と親睦を深めるようになる。最終決戦では明香の開発した戦闘ロボット「暴力主義的革メイカー」にゲームの腕を活かして搭乗し、Q-may会に操られたアメリカ軍を撃退した。事件後は専門学校に通っている。
名前をそのまま読むと“ヒキオタニート”となる。
台初 明香（だいはつ めいか）
声 - 釘宮理恵
201号室に住む天才発明家の女性。古来館の大家でもある。パンプキンチェアとしてストレンジジュースのサポートもしている。関西弁を話す。
実態は20年前に世界的に有名な発明家・台初天華（だいはつ てんが / 声 - 蓮岳大）により製作されたロボット。天華から学問や料理などのスキルを学んだものの、運動神経は皆無。しかし、3ヶ月の練習を経て逆立ちは出来るようになった。コンピューター関連の知識・技術に長けており、特にハッキングの腕前はグリーゼ曰く「神の領域」。8年前に天華が死去した際、その遺産を引き継いでいる。天華の遺言に従い、ちよ子を成木野みかたんとして育て、来るべき時に備えて正義のヒーローへと仕立て上げた。しかし半年前にみかたんが倒れるまでユーバ化の弊害については知らず、発覚後はすぐにヒーロー活動をやめさせようとはしたものの、みかたん本人がその反対を押し切って戦い続けている為、止む無くサポートを続ける形となっている。
遊太が女性の体を持つ事も知っているが、真実を明かされるまでは性同一性障害と誤解していた。毛の生えた動物は苦手で、ムヒが発覚した際も即座に保健所に連絡しようとしていたが、第10話ではいつの間にか仲良くなっていた。ゲーム版では、亀男（友田）が仕掛けた爆弾と罠によってムヒと共に絶体絶命の危機に陥いるエピソードが追加されている。丁度他の住人も出払っていたため、1人で逃げることも出来たがムヒを見捨てられず、遊太の助力によって爆弾を解除し、その一件でムヒへの認識を改める様子が描かれた。
終盤、小惑星落下は自分の能力が利用された結果だと知り、けじめを付ける為にピースメイカー作戦を立案。寺岡に身体の一部を破壊されながらも仲間達の協力で作戦を成功させた。ゲーム版によると、事件後は各国と交渉し、政府の仕事を時折請け負う代わりにハッキングの件を不問とさせた（但し、実際は弱みを握って脅迫した側面もある事を本人が示唆している）。以後もパンプキンチェアとしてアニメ版ではストレンジジュース、ゲーム版ではミヤケンをサポートしている。
名前をそのまま読むと“大発明家”となる。
秩父 ラブラ（ちちぶ ラブラ）
声 - 戸松遥
202号室に住むインチキ霊媒師の女性。色黒で派手な格好をしている。30歳。愛の従姉妹。ニコニコ生放送の配信者（生主）でもあり、その縁で同じ生主の秋奈と親しくなった。「亀西くん」という亀を飼育している。みかたんに恋愛についての助言を送るが、本人も実際に異性と付き合った経験は無い。
実家は代々霊媒師の家系だが、本人は霊感が無いため、そのコンプレックスから霊の存在を否定している（その為、実家からは勘当同然の身である）。霊媒師として除霊の依頼も受け付けているが、塩などを使ったそれらしいパフォーマンスで誤魔化しているのが実態である。しかし霊感が無いのは当人の思い込みであり、実際は霊媒体質であるため、度々遊太に憑依されることがある。グリーゼの一件で古来館の面々と仲違いするが（ゲーム版では一時期失踪するほど追い詰められた）、その後の亀男との戦いを経て親睦を深める。最終決戦では遊太の幽体を憑依させてユーバ化し、明香の発明品「透メイカー」によって透明人間と化してWの集団を撃退。更に古来館に乗り込んで来た壺内を除霊した。実は25年前の幼少期に未来から来た遊太の幽体に憑依されており、無自覚のうちに明香の設計図や未来の出来事を記した書類を天華博士に送信している。
ゲーム版で明らかになるが「ラブラ」とは霊媒師としての名前で、本名は秩父蘭子（ちちぶ らんこ）。しかし本人は「ラブラ」の名を気に入っているということで普段からそう名乗っている。
名前をそのまま読むと“乳ブラブラ”となる。
チラ之助（チラのすけ）
声 - 吉田有里
遊太の前に現れた猫の幽霊。203号室（空き部屋）にいる。言葉が話せ、語尾に「ら」を付けることが多い。酒を飲む。遊太の問いをのらりくらりとかわしながら、人類を救うように指示・助言している。遊太の事は「遊たん」「キサマ」と呼ぶ。
当初はナンダーラガンダーラを探すように指示していたが、遊太の時間遡行後は人類保存計画の事を明かし、その為の行動を指示するようになる。遊太が指示を無視した事で当初の計画が失敗した後は、従来通り次の遊太に引き継がせようとしたが、遊太が諦めることなくピースメイカー作戦に乗り出した為、敢えて口を出さず去って行った。
最終回では愛が専門学校の友達からチラ之助にそっくりのチンチラを譲り受け、古来館で飼われる事になり、同じくチラ之助と名付けられる。
ゲーム版では遊太に対する態度が異なり、終始のらりくらりと突き放していたアニメよりも若干ながら親身に対応したりとやや軟化している。
正体はアニメ版では最後まで不明だがゲーム版のエピローグによると、古来館で飼われていたチラ之助が天寿を全うした後に神霊化し、自分の「最高にハッピーでピースフルな一生」が人類滅亡の歴史を変えた結果によるものだったと知った事で、自ら人類保存計画を実行に移したとされる。

### Q-may会
寺岡 龍都（てらおか りゅうと）
声 - 赤羽根健治
バスジャック事件の首謀者の青年。Q-may会の最高幹部を務めている。ユーバ化した遊太と共に川に落ちて以降は行方不明だったが、後に古来館へと現れる。ゲーム版では居合わせたホームレスを殺害してその死体を身代わりとし、自身の死を偽装していた（時間遡行後は遊太に阻止される）。
元々はぐり子という少女であり、ユーバラボにてパイン（遊太）、ちよ子（みかたん）と共に被験者として暮らしていた。しかし2人と同様に崖から車ごと落ちた際のユーバ化と落雷によって魂と肉体が入れ替わる。みかたんの現在の身体の本来の持ち主だが、現在の身体は遊太の本来の身体であり、首にはPの文字が刻まれている。本来の人格は女性だが、現在は肉体と共に口調までが男性のそれである。身体と魂が入れ替わった後にラボに連れ戻され、被験体にされ続けた孤独感と絶望感からQ-may会の思想に傾倒し、冷酷な性格に豹変している。組織に従順に振る舞い続ける事でやがて壺内Q冥の側近にまで召し抱えられ、「寺岡龍都」の聖名を与えられて現在の地位に上り詰めるが、全てはQ-may会の乗っ取りと自身をモルモットにした上層部への復讐の為であった。
壺内を毒殺してQ-may会の全権を掌握し、Wを完成させている。自身の肉体もW化しており、驚異的な再生能力を持つと共にユーバ化も際限なく行える。小惑星VR1を落下させて人類を滅ぼし、Wのみで新たな世界を作り上げる事を画策している。
最終決戦ではWの集団を率いて古来館を襲撃し、遊太と双方ユーバ化した状態で日本刀で斬り合った。最後はみかたんが死に瀕したことで、三人で元の身体に戻ることを提案する。しかしアニメ版では遊太に拒否され、彼が犠牲になった事で生き延び、パインの身体のまま放浪の旅に出る。ゲーム版では提案通りに遊太にパインとしての身体を返して自身は死の間際の元の身体に戻り、ちよ子の代わりに成木野みかたんとして息を引き取る。
亀男（かめおとこ）
声 - 大須賀純
古来館を襲撃に来た男。全身武装している。ムヒを回収しに初めて古来館にやってきた際に、股間に亀西くんが纏わりついていたところをストレンジジュースに目撃されて以来、「亀男」と呼ばれるようになる。愛が上げた「今年の犠牲者一覧」という動画に愛の名前を追加し、動画に記載されていた名前の人物を次々と手に掛けていた。12月30日に愛を呼び出して殺害したが、遊太が過去に跳んで愛が呼び出しに応じないように歴史を変えた為、古来館を再び襲撃する。
その正体は愛のクラスの担任教師である友田千早（ともだ ちはや）。当初より愛に恋愛感情を抱いており、愛にも慕われていたが、愛が不登校になった後でいじめの事実を知り、いじめの加害者達に憎悪心を抱くようになった。その為、壺内の幽体を憑依させ、数々の事件を起こした。但し、愛まで殺そうとしたのは壺内の独断であり、友田自身の意思は最終的に壺内に抵抗している。二度目の襲撃では発現率2000％のユーバ化によってミヤケンとストレンジジュースを圧倒したが、ラブラに憑依した遊太に倒されたことで壺内の幽体が離れる。ユーバ化の代償で疲弊しながら真実を打ち明けるが愛には拒絶され、明香達からは気味悪がられた。時間遡行後は一度目の襲撃時に遊太に両手両足の骨を折られて入院し、壺内の幽体も離れた為に以降は事件に関わらない。
ゲーム版では壺内に体を明け渡したり殺人に手を染めたのは、人類が滅亡する事を知って理性の箍が外れた為だと語っており、それでも途中で思い直して人類滅亡計画を阻止する為に密かに工作を行ったりしている。アニメと違って最後は愛に今までの事を謝罪し、彼女にも拒絶されずミヤケンによって病院に運ばれた。
壺内Q冥（つぼうちキュウめい）
声 - 浦山迅
Q-may会の教祖。自身の終末思想とユーバ化による「奇跡」で多くの信徒を集めたカリスマ的存在だったが、作中では既に故人。本名は亀結明（きゅう あきら）。
死後に霊体と化して友田の肉体と契約した上で彼の肉体を乗っ取り、友田の望みである復讐を実行していた。W完成の為にムヒを奪還するべく古来館を襲うが、愛を殺そうとした為に友田に抵抗され、その隙に遊太に撃退された。更に限界を越えたユーバ化の影響により友田の体が疲弊してしまったため、友田の体から離れた。
「人類は完全体・Wに進化することで世界平和を実現する」という理念からQ-may会を立ち上げる。しかし寺岡からは「金に溺れて肉欲に耽る日々を送っていた」などと言われ煙たがられていた。そのため、寺岡によって毒殺される。幽体化はしたものの、自身の死はユーバ化による衰弱だと思い込み、Wが既に完成している事も知らず行動を続けていた。ゲーム版でのチラ之助によると、霊としては低級である為に死亡時の記憶を失っているという。最後は米軍の司令官に憑依して古来館を襲撃し、自ら内部に乗り込んで明香と愛を殺そうとしたが、ラブラによって神酒を掛けられて苦しんだ隙に除霊された。
ゲーム版では両親が紛争地帯で活動する医師だった事、その両親と妹が殺された事で「人類は不完全だ」という考えに至り、Q-may会を立ち上げた事が語られた。

### その他
グリーゼ
声 - 武藤正史
ラブラとメッセージのやりとりをしている自称・宇宙人の男性。実はアメリカ国家安全保障局に所属する人間であり、Q-may会によりアメリカの空軍宇宙軍Air Force Space Command「A・F・S・p・a・C（アフスパック）」のサーバをウイルスに乗っ取られたため、それを駆除出来るスキルを持つ明香に接触を試みていたが、明香が応じなかった為に彼女と接点のあるラブラに近付いた。しかしそれは全て嘘で、正体はフェイスメイカーを用いて変装していた寺岡である。真の目的はA・F・S・p・a・Cのサーバにウイルスを送り込むべく、明香のハッキングスキルを利用することだった。
伊里達 秋奈（いりだつ あきな）
声 - 本多真梨子
遊太の姉。23歳。103号室の本来の住人であり、現在はアメリカに留学中。103号室に愛着を持っており、帰国後は再び住む事を考えている為にその間、弟の遊太を住まわせている。私生活を晒すことに快感を覚える性癖の持ち主で、自室の様子をニコニコ生放送で配信していた。その過程でラブラと知り合い、互いの生放送に出演し合う事もあるという。物語開始前に一時帰国しており、秋奈を空港に見送りに行った帰りに遊太とラブラがバスジャック事件に巻き込まれた。ゲーム版では明香に「ジャスティスパンチのメンバーを古来館に引き寄せる磁石のような存在」と表されている。
かつてちよ子の身体を得たパインを祖父と共に保護し、遊と名付けて伊里達家の養子としたため、遊太とは血は繋がっていない。
ゲーム版では本編終了から数ヶ月後の夏に帰国している。
秩父 蘭堂（ちちぶ らんど）
声 - 佐々木篤
ラブラの弟で、愛にムヒを預けた張本人。かつてはQ-may会の熱心な信者であり、ムヒの世話役を担当していた。しかし徐々に組織に反感を覚えるようになり、護送を装ってムヒを愛に預け、自身はわざと自動車事故を起こすことでムヒに逃げられたという状況を作った。その際に信者達から暴行を受けた上に、脱会料として1000万円の借金を抱える。この借金はラブラが肩代わりした。後にムヒの様子を見に古来館を訪れ、遊太に真実を打ち明けた。
ゲーム版では入院中であり、電話のみの登場。また、借金はグリーゼによって完済されていた事が明かされた。
井路 芽子（しょうろ めいこ）
声 - 上田のりこ
愛のクラスメイトで、学校を取り仕切るリーダー格の女子生徒。友田に想いを寄せていたが、愛が一度友田に家に送迎された際にそれを目撃し、愛に対して凄惨ないじめを仕掛けるようになった。仕返しとして愛の「今年の犠牲者一覧」の動画に取り巻き達共々リストアップされるが、その動画の通り自宅マンションで何者かに殺害される。その真相は、愛をいじめていた事を知った友田による復讐であった。
時間遡行後は遊太が早々に友田を骨折で入院させた事で事件は未然に防がれ、何も知らずに日々を過ごしている事が描かれるがその後の動向は語られず、いじめの件に関して顧みる描写は最後まで無かった。

## 用語
古来館（こらいかん）
本作品の舞台地となるアパート。遊太やみかたん達が住んでおり、明香が大家を務めている。一見、古ぼけたアパートだがストレンジジュースの活動拠点にもなっており、建物内や地下には様々な仕掛けが張り巡らされている。出動する合図として緊急事態が発生するとサイレンと共に曲が流れる。基本的にはペットの飼育は禁止されているが、「あまり騒がないし、部屋を傷付けない」などの理由でラブラが飼育している亀は許可されている。また、男性は「うるさいから」という理由で女性のみが入居を許されている。遊太の場合は「心は男でも体は女だから」と特別に許可されている。館の周囲には平原や森などの緑豊かな公園が広がっており、周囲の住宅街からは完全に孤立している。公園の総面積は10万坪（約33万平方メートル）、東京ドーム約7個分とされるほど広大だが、公園内は古来館を除けば「石乃狩（いしのがり）神社」という無人の神社があるだけである。
遊太の肉体を乗っ取った人物は103号室に魔除けの札を張り付け、遊太の幽体が入り込めないようにした後にニコ生配信で自身の部屋の様子をリアルタイムでネットに公開するという行動に出ている。アニメ版ではその詳しい理由は明かされないが、ゲーム版では途中でライブ配信から録画に切り替える事で遊太の幽体に103号室内の時間帯を誤認させる為であった事が語られた。また、札はラブラの部屋から無断で持ち出したものである。
当初の設定では男性の入居者も相応に居る設定だったが、「主人公がパンツを見たら人類滅亡ぐらいのインパクトが欲しい」という意見を取り入れた結果、住人が女の子ばかりになった。
幽体（ゆうたい）
肉体から抜け出た状態の魂。幽霊。実体が無いため、物に触れる事もできず、人間側から知覚される事もない。本来の肉体とは「魂の緒」というへその緒のようなもので繋がっており、幽体が自由に活動できるのは肉体の周囲の魂の緒が伸びる範囲内（肉体から216メートルまで）に限られる。それ以上強引に肉体から離れると魂の緒が切れ、二度と肉体には戻れなくなる（通常は肉体が範囲外に移動すればそれに引きずられる形になる為、幽体が自ら離れようとしなければそのような事にはならない）。チラ之助曰く、生まれたばかりの赤ん坊のように「いつ眠りに付き、いつ目覚めるかわからない」状態であり、遊太の知らぬ間に時間が進んでいる事が度々ある。
霊力の行使によって、物を動かしたりなどができるが、その度合いは霊力レベルによって異なる。シナモンは霊力を高める効果があるとされ、シナモンが充満した空間では通常よりも強く現実世界に干渉できる。霊力レベルが高ければ他者に憑依する事も可能だが、対象がトランス状態（気絶でも良い）でなければならない、対象との霊的波長が近くないと失敗する、などの制約が存在する。前者はシナモンによる霊力補強で無視可能。後者は対象が霊媒体質であればその限りではない為、遊太は度々ラブラに憑依している（但し、二人の霊的波長は近くはない為、憑依は7分程度しか持続できない）。
通常、生きた人間の肉体から幽体が抜け出ることは無いが、ユーバ化の最中は閾下の意識が顕在意識を排斥することにって、魂が解離しやすい状態になる為、物語冒頭でユーバ化して気絶した遊太は未来の自分の幽体に憑依された際、肉体を追い出されて幽体離脱してしまった。また、9年前のパイン、ちよ子、ぐり子の三人はユーバ化した状態で落雷の衝撃を受け、それによって魂と肉体が入れ替わるという特異な現象が起きている。例え他人の肉体でも魂は時と共に馴染む為、現在の三人の魂は肉体に完全に適応した状態にある（遊太の幽体が本来のパインではなく現在の伊里達遊太の姿になっているのはその為）。
ナンダーラガンダーラ
古代インドの聖典。チラ之助によれば、古来館内に隠されており、奪われた肉体を取り戻す秘儀が記載されているという。
実際は秋奈が購入したただの鍵付きの日記帳であり、ナンダーラガンダーラという名前も表紙に手書きしただけである。中には「U-TURN!」とだけ記されており、遊太が人類保存計画に失敗した際に次の遊太に希望を託し、過去に飛ばすために用意されたもの。
アニメ版では秋奈が何故これを用意したのかは語られないが、ゲーム版ではチラ之助が秋奈に暗示を掛けた為であった事が示唆されている。
幸励術（こうれいじゅつ）
鳩のマスクを被って珍妙なダンスを踊り、相手を笑わせて元気付ける行為。除霊の依頼に失敗した（インチキがばれた）ラブラを励ます為に明香が実践するが、名前の響きから「降霊術」と勘違いしたラブラとのすれ違いと遊太の干渉によって一悶着が起きた。最終的に誤解は解けたが、後にラブラが遊太の幽体を呼ぶ際に「降霊術」として踊っている。
原案のゲーム版シナリオには存在せず、ネットミームの「びっくりするほどユートピア！」が使用されていたが、アニメ版では放送の関係上そのまま流す訳にはいかなかった為、オリジナルのダンスに変更され、ゲーム版にもフィードバックされた。
Q-may会（きゅうめいかい）
独自の終末思想を教義とする新興宗教団体。小惑星の衝突を政府が秘匿していると主張しているが、グリーゼからは「地球滅亡を企んでいる」と推測されている。武装してバスジャックや立て篭もり事件などを引き起こしている。ユーバ化の研究を目的としてユーバラボという研究施設を運営していた。
小惑星VR1（しょうわくせいぶいあーるわん）
地球に接近している直径2kmの小惑星。政府や各機関の発表では地球に衝突する事は無いとされているが、グリーゼによると情報の秘匿であり、実際は大晦日に地球に衝突するという。遊太が二度続けて興奮する事でも地球に衝突し、人類を滅亡させる。
しかし実際は公的な発表の通り地球への衝突コースからは外れており、Q-may会がA・F・S・p・a・Cのサーバーにハッキングして衛生から核ミサイルを発射する事で軌道を変えていた。その結果、大晦日に地球に衝突する事になる。
最後はピースメイカー作戦で世界中から放たれた3600発もの核弾頭によって完全に破壊された。
漫画版ではただの小惑星ではなかった事が明かされている。
インターセプト作戦
アメリカが極秘裏に進めている計画。A・F・S・p・a・C管轄下にある軍事衛星から数十発の核ミサイルを発射し、VR1を地球到達前に破壊するというものである。しかしQ-may会の送り込んだコンピューターウイルスによってサーバが乗っ取られ、作戦の遂行が出来なくなった為にグリーゼは明香の助力を仰ぐべく古来館を訪れた。実際は、明香のハッキングスキルを利用してA・F・S・p・a・Cのサーバにウイルスを送り込む事がQ-may会の目的であり、核ミサイルでVR1の軌道を変えて地球に落下させる為であった（大気の存在しない宇宙空間では核兵器は本来の威力を発揮できない為、数十発程度の核ミサイルではVR1の軌道を変える事しか出来ないとされる）。
透メイカー（とうめいかー）
明香の発明品の一つ。一見イカの形をした着ぐるみだが光学迷彩が搭載されており、着用することで姿を消し、透明人間になれる。元々はストレンジジュースの支援装備として開発されたが、みかたん本人が「見た目が気持ち悪い」「姿を消すのは卑怯」だと使用を拒んだ為、実戦投入はされなかった。以後は敵襲時に明香やラブラが着用したりと要所で活用されている。稼働時間が短いのが難点で、ゲーム版ではみかたんが姿が消えていないことに気付かず愛とラブラを煙に巻こうとして失敗し、ストレンジジュースの正体だとばれてしまった。
フェイスメイカー
明香の発明品の一つ。あらゆる顔に擬態できるマスクで、更に変声機「ボイスメイカー」と併用することで、他人に成りきる事ができる。当然、顔しか変わらない為、体格が全く違う相手には擬態できない。作中では亀男襲撃時に明香が愛に擬態する為に使用するが、実は既にQ-may会によってボイスメイカーと共に一つずつ奪われており、それらを使って寺岡がグリーゼに化けていた。また、ゲーム版では遊太はミヤケン変装時にボイスメイカーを持ち出して使っていた事が明かされている。
暴力主義的革メイカー（ぼうりょくしゅぎてきかくめいかー）
明香の発明品の一つで、搭乗型の戦闘用ロボット。アニメ版では「革メイカー」としか呼ばれていない。ユーザーインターフェースは愛と遊太がプレイしているゲーム「ニュークランド」を模している為、同ゲームの操作方法が分かれば操縦可能。愛のような凄腕のプレイヤーが操縦すれば、戦車や戦闘ヘリの群れをも物ともしない圧倒的な強さを発揮する。アニメ版では当初は明香が花火の打ち上げのために用いていたが、最終決戦では愛が独断で搭乗した。ゲーム版では決戦前夜に愛が搭乗し、自身も戦う旨を語っている。
ユーバ化
超人的な能力を発することが可能な状態のこと。正確な名称はユーバーメンシュ化。ハーキュリーウイルスと呼ばれるウイルスに感染することで、エピジェネティックな作用により体組織が変異し、肉体の限界を超えた力を得られる。普段はリミッターが掛けられているが、外れると能力が発揮される。遊太の場合はパンツを見るなどで興奮することでリミッターが外れる。ただし、ユーバ化の使用には大きなリスクを伴い、多用すると肉体を著しく消耗させるため、最悪の場合死に至る場合がある。みかたんは13歳の時からユーバ化を幾度となく繰り返してきた為、身体のあらゆる数値が異常値を出すほどに損傷している。尚、ユーバ化能力者が幽体となって他人に憑依した場合、憑依された人間もユーバ化が可能となる。
上述した通り、ユーバ化の最中は魂が解離しやすい状態になる為、9年前にユーバ化と同時に雷のエネルギーを受けたパイン、ちよ子、ぐり子の三人は肉体と魂が入れ替わっている。現在の三人は伊里達遊太＝ちよ子の肉体を持つパイン、成木野みかたん＝ぐり子の肉体を持つちよ子、寺岡龍都＝パインの肉体を持つぐり子、となっている。
W（ダブリュー）
Q-may会が目指す人間の理想形。愛が飼っているムヒの再生能力を利用する事でユーバ化による肉体の消耗の問題を解決し、恒常的なユーバ化を可能とする。指の骨折なら一日、銃創すら三日程度で完治が可能。ムヒは元々その為にQ-may会によって生み出された。壺内はWの完成の為にムヒを付け狙っていたが、実は既に寺岡によって完成させられており、Q-may会内部にはW化したハーキュリーウイルス感染者が何人も存在する。
人類保存計画（じんるいほぞんけいかく）
小惑星VR1が落下する未来を回避するための計画。大晦日の人類滅亡時から遊太の幽体が10日前の12月21日に飛び、過去の肉体を乗っ取った後に行動を起こす。小惑星落下阻止に失敗した場合は、12月21日に肉体を追い出された遊太の幽体が10日前に飛び、同様の手順を繰り返す。その為に、追い出された幽体は10日間のうちに長距離時間跳躍を可能とするだけの霊力と意志力を得なければならない。計画の実行者である遊太が死ぬと人類滅亡が確定するため、小惑星落下の瞬間へと時間が加速する。幽体化した遊太はあらゆる外部からの刺激に敏感になっており、その状態で二度続けて興奮することにより魂の緒を通じて凄まじい量の興奮エネルギーが遊太の肉体に流れ込み、テクノブレイクを起こして死に至る。「パンツを見たら人類滅亡」とはその結果起こる現象である。チラ之助曰く、「補完」でもよかったが色々と面倒なので「保存」にしたとの事。
これまでに63億を超える遊太がこの計画を実行してきたが、全員失敗に終わっていた。チラ之助は、今までの遊太は「許可しない限り歴史を変えてはならない」という掟を破った結果失敗してきたと語るが、ゲーム版でチラ之助に従う選択肢を選んでも結局計画は失敗してしまう為、チラ之助自身も全てを把握している訳ではない事が分かる。
アニメ版ではチラ之助が「これまで63億7315万3740人の遊太が失敗した」と言っており、今回は63億7315万3741回目の周回であることがわかる。ゲーム版では別の周回を取り上げており、失敗した遊太の数が63億7315万3742人に増えているが、成功した例（アニメ版）もあることが語られる。
霊界画像交信機（れいかいがぞうこうしんき）
台初天華の発明品で、霊界と交信ができるとされるFAX。通称・霊像交。見た目は冷蔵庫に入れられたFAXで、明香によると一度も霊界と交信できたことは無いが、天華は終生大事にしていたという。
実は見た目通りのただのFAXであり、当然霊界と交信などはできない。25年前に未来の遊太に憑依された幼少期のラブラから明香の設計図や未来の出来事をこの霊像交を通じて知らされ、それを受けた天華が明香の開発、ジャスティスパンチ結成の準備など行動に出ていたのが真相である。その為、天華は未来の明香から受け取った設計図を元に明香を開発した事になるが、最初に明香を生み出した存在については謎のままであり、明香は「運命」だとしている。
ジャスティスパンチ
台初天華が明香に結成を指示した秘密部隊。「パンチ」とはヒンディー語の「5」の意味であり、「正義の5人組」の意味を持つ。しかし明香自身もその意義や目的、戦う相手については知らず、ただ漠然と「世界を救え」と指示されていただけであった。メンバーはみかたん、明香、遊太、愛、ラブラの5人。
ピースメイカー作戦
地球に迫り来るVR1を破壊し、「最高にハッピーでピースフルな未来」をもたらすための作戦。明香が各国の軍や潜水艦のサーバに同時にハッキングを仕掛け、世界中にあるICBMやSLBMを一斉に打ち込んでVR1を完全に破壊する。その間、古来館に来ると予想される警察隊を撃退するのが遊太達の役目である。本来は遊太と明香だけで実行するはずだったが、みかたん達に盗み聞きされていた為、結果的には遊太の幽体を含めた6人で実行された。当初はQ-may会の息の掛かった警察の機動隊が襲い来るのみであったが、やがて米軍の総攻撃やW達の襲撃で戦いは激化していく。最終的にはVR1の破壊に成功したが、その代償で死に瀕したみかたんを救うために遊太、或いは寺岡が命を落とす。

## スタッフ
- 原作 - MAGES.、フジテレビ
- 監督 - 上村泰
- 助監督 - 林明偉
- 脚本 - 打越鋼太郎
- キャラクターデザイン・総作画監督 - 岩崎将大
- セットデザイン - 米山舞
- ランジェリーデザイン - 谷口宏美
- 美術監督 - 桑原悟
- 色彩設計 - 永井留美子
- CG監督 - 鎌田麻友美
- 撮影監督 - 淡輪雄介
- 編集 - 奥田浩史
- 音楽 - 小室哲哉
- 音響監督 - 岩浪美和
- 音響効果 - 小山恭正
- 音楽プロデューサー - 佐野弘明
- チーフプロデューサー - 松崎容子、横山朱子、市川和弘
- プロデューサー - 木村誠、小田桐成美、齊藤紳也
- アニメーションプロデューサー - 大塚学、野田楓子
- アニメーション制作 - MAPPA
- 制作 - パンチライン製作委員会（フジテレビジョン、アニプレックス、MAGES.、京楽産業ホールディングス、関西テレビ放送、電通）

## 主題歌
オープニングテーマ「PUNCH LINE!」
作詞・作曲・編曲 - 前山田健一 / 歌 - しょこたん♥でんぱ組
エンディングテーマ「蜜蜜蜜（ハニーハニーハニー）」
作詞 - 田中秀典 / 作曲 - 渡部陽介 / 編曲 - APAZZI & U.M.E.D.Y. / 歌 - あゆみくりかまき
劇中歌
全作曲 - 小室哲哉
「津軽観光ごり推し記」（第1話、第7話、第8話）
作詞 - 打越鋼太郎
「幸励の唄」（第2話）
作詞 - 打越鋼太郎
「君のパン♡積みたいよ」（第4話、第8話）
作詞 - 打越鋼太郎
「パンチパーマとちらし寿司」（第6話）
作詞 - 打越鋼太郎
「腹切りハラスメント」（第8話）
作詞 - 打越鋼太郎
「約束の彼方」（第12話）
作詞 - オーノカズナリ

## 各話リスト
| 話数 | サブタイトル             | 絵コンテ      | 演出          | 作画監督                                |
| ---- | ------------------------ | ------------- | ------------- | --------------------------------------- |
| #01  | パンツパニック           | 上村泰 林明偉 | 上村泰 林明偉 | 伊藤憲子、川元まりこ 青井小夜、谷口宏美 |
| #02  | 生類憐みのレース         | 林明偉        | 林明偉        | 米山舞                                  |
| #03  | 火星人、襲来！           | いがりたかし  | 五月女有作    | 佐々木敏子、藤家重美                    |
| #04  | 取り憑くシマ模様         | 柳瀬雄之      | いがりたかし  | 塚田ひろし、西村理恵 伊藤憲子           |
| #05  | 愛、死す                 | サトウシンジ  | 向井雅浩      | 大津直、新沼大祐 伊藤憲子、青木里枝     |
| #06  | 大晦日だよ、明香えもん   | 小林寛        | 清水久敏      | 桑原幹根、伊藤憲子 塚田ひろし           |
| #07  | 帰ってきたパンツパニック | 石川健介      | 石川健介      | 石川健介                                |
| #08  | PANTY PARTY!             | 三原三千夫    | 林明偉        | Choi Byeonghui                          |
| #09  | ブラジリアンハイキック   | 三原三千夫    | いがりたかし  | Ryu Seungcheol                          |
| #10  | 墜落                     | 塩月小鳥      | 谷口宏美      | 伊藤憲子、塚田ひろし                    |
| #11  | ジャスティスパンチ！     | 朴性厚        | 武藤健司      | 新沼大祐、大津直                        |
| #12  | パンチライン             | 三原三千夫    | 林明偉        | 桑原幹根、西村理恵 伊藤憲子、米山舞     |

## 放送局
| 放送期間                | 放送時間                     | 放送局             | 対象地域   | 備考           |
| ----------------------- | ---------------------------- | ------------------ | ---------- | -------------- |
| 2015年4月10日 - 6月26日 | 金曜 0:55 - 1:25（木曜深夜） | フジテレビ         | 関東広域圏 | 製作委員会参加 |
|                         |                              | 岩手めんこいテレビ | 岩手県     |                |
|                         |                              | さくらんぼテレビ   | 山形県     |                |
|                         | 金曜 1:00 - 1:30（木曜深夜） | テレビ愛媛         | 愛媛県     |                |
|                         | 金曜 1:20 - 1:50（木曜深夜） | 秋田テレビ         | 秋田県     |                |
|                         | 金曜 1:35 - 2:05（木曜深夜） | テレビ静岡         | 静岡県     |                |
|                         | 金曜 1:45 - 2:15（木曜深夜） | 新潟総合テレビ     | 新潟県     |                |
|                         | 金曜 1:50 - 2:20（木曜深夜） | テレビくまもと     | 熊本県     |                |
|                         | 金曜 1:55 - 2:25（木曜深夜） | 福島テレビ         | 福島県     |                |
|                         | 金曜 2:00 - 2:30（木曜深夜） | テレビ新広島       | 広島県     |                |
|                         | 金曜 2:05 - 2:35（木曜深夜） | 仙台放送           | 宮城県     |                |
|                         |                              | 鹿児島テレビ       | 鹿児島県   |                |
|                         | 金曜 2:10 - 2:40（木曜深夜） | 東海テレビ         | 中京広域圏 |                |
|                         |                              | テレビ西日本       | 福岡県     |                |
|                         | 金曜 2:25 - 2:55（木曜深夜） | 関西テレビ         | 近畿広域圏 | 製作委員会参加 |
| 2015年4月11日 - 6月27日 | 土曜 0:40 - 1:10（金曜深夜） | サガテレビ         | 佐賀県     |                |
| 2015年4月22日 - 7月8日  | 水曜 1:55 - 2:25（火曜深夜） | 長野放送           | 長野県     |                |

| 配信期間                | 配信時間        | 配信サイト         | 備考                             |
| ----------------------- | --------------- | ------------------ | -------------------------------- |
| 2015年4月10日 - 6月26日 | 金曜 12:00 更新 | dアニメストア      | 見放題サービス利用者は全話見放題 |
|                         |                 | GYAO!              | 有料                             |
| 2015年4月17日 - 6月26日 |                 | バンダイチャンネル | 有料。第1話と第2話同時配信。     |

## 関連商品

### BD / DVD
| 巻 | 発売日         | 収録話          | 規格品番      | 規格品番      |
| 巻 | 発売日         | 収録話          | BD限定版      | DVD限定版     |
| -- | -------------- | --------------- | ------------- | ------------- |
| 1  | 2015年7月22日  | 第1話 - 第2話   | ANZX-11461/2  | ANZB-11461/2  |
| 2  | 2015年8月26日  | 第3話 - 第4話   | ANZX-11463/4  | ANZB-11463/4  |
| 3  | 2015年9月30日  | 第5話 - 第6話   | ANZX-11465/6  | ANZB-11465/6  |
| 4  | 2015年10月28日 | 第7話 - 第8話   | ANZX 11467/8  | ANZB-11467/8  |
| 5  | 2015年11月25日 | 第9話 - 第10話  | ANZX-11469/70 | ANZB-11469/70 |
| 6  | 2015年12月23日 | 第11話 - 第12話 | ANZX-11471/2  | ANZB-11471/2  |

### CD
2015年6月24日に『「パンチライン」オリジナルサウンドトラック』が発売された。

## webラジオ
『パンチラジオ』のタイトルで、2015年4月2日から7月16日まで音泉にて配信された。毎週木曜日更新。パーソナリティは井上麻里奈（伊里達遊太 役）、吉田有里（チラ之助 役）。
ゲスト
- 第6回 - 釘宮理恵（台初明香 役）
- 第7回 - 中川翔子、夢眠ねむ、成瀬瑛美（しょこたん♥でんぱ組）
- 第9回 - 打越鋼太郎（脚本）
- 第14回 - 上村泰（監督）、打越鋼太郎

## ゲーム
2016年4月28日に発売。対応機種はPlayStation 4およびPlayStation Vita。ジャンルは「幽体イタズラアドベンチャー」。
アニメ版はこのゲーム用の企画・シナリオを元に製作されたものであり、アニメ化に伴って生み出されたキャラクターデザイン、作画、設定、映像等をゲーム用にフィードバックして開発された。ゲーム用に新規に作成されたカットも存在する。大筋はアニメ版に沿った全22話のシナリオで構成されるが、メディアの違いによりアニメ版とは細部が異なる。アニメ版では尺の都合でカットされていた部分や、設定面の補足によってストーリーがより詳細に描かれており、結末もアニメ版とは全く違ったものとなっている。
前半は幽体となった遊太を操作し、古来館内の探索や、部屋のオブジェクトへ干渉する「イタズラ」と、イタズラや住民の反応を連鎖させる「イタゴラ」を駆使して目的の達成を目指すミッションクリア式のゲームとなっている。但し、本編同様に女の子のパンツを見てしまうと遊太の興奮度を表す「ぼっ発ゲージ」が上昇し、これが臨界値を超えると人類が滅亡してゲームオーバーとなる。物語後半からはイタズラ、イタゴラパートが無くなり、ストーリー進行に専念させる構成となっている。前半はゲームオーバーになっても何度もやり直しが出来るが、後半は選択肢を間違えるとバッドエンドになる。
アニメムービーや一部イベントCGを除いてキャラクターは3DCGで表現されている。アニメ版では一日毎に登場人物の服装が変わっていたが、ゲームではモデル作成の関係で統一されている。但し、女性キャラのパンツは日毎に変わる。

### 主題歌
オープニングテーマ「Justice Punch, Here We Go!」
歌 - 成木野みかたん（雨宮天） / 作詞 - 打越鋼太郎 / 作曲・編曲 - 千葉"naotyu-“直樹
エンディングテーマ「ハッピーエンド」
歌 - イケてるハーツ / 作詞 - Tak4 / 作曲 - 濱田幹浩 / 編曲 - 悠木信一

## コミカライズ
電撃G'sコミック2015年11月号より『パンチラインMAX』のタイトルで連載。作画は銀一が担当している。単行本は2017年3月27日に上巻と下巻が同時発売された。内容はアニメ版の後日談となっている。

## スマホアプリ
カメラ＆アラームforパンチライン
パンチラインのキャラクターとの写真撮影や、音声アラーム機能が搭載されたアプリ。音声はみかたんとストレンジジュースの声が収録されている。
パンチライン VRミュージアム
iOS、Android対応のVRアプリ。プレイヤー自身が遊太と同じ幽体離脱した立場となり、古来館内を探索する。